# Migbelis Castellanos
Migbelis Lynette Castellanos Romero, född 7 juni 1995 i Cabimas, är en venezuelansk skönhetsdrottning och vinnaren av skönhetstävlingen Miss Venezuela 2013, i tävlingen representerade hon regionen Costa Oriental.